# Saint-Amand-de-Belvès
Saint-Amand-de-Belvès (okzitanisch: Sench Amand de Belvés) ist ein Ort und eine Commune déléguée in der Gemeinde Pays de Belvès mit 106 Einwohnern (Stand 1. Januar 2022) in der alten Kulturregion des Périgord im Südwesten Frankreichs im Département Dordogne in der Region Nouvelle-Aquitaine.

## Lage
Saint-Amand-de-Belvès liegt etwa 55 Kilometer ostsüdöstlich von Bergerac.

## Geschichte
Die Gemeinde Saint-Amand-de-Belvès wurde am 1. Januar 2016 mit Belvès zur Commune nouvelle Pays de Belvès zusammengeschlossen.

## Bevölkerungsentwicklung
| Jahr                      | 1962 | 1968 | 1975 | 1982 | 1990 | 1999 | 2006 | 2013 |
| Einwohner                 | 139  | 123  | 104  | 86   | 104  | 100  | 92   | 108  |
| Quelle: Cassini und INSEE |      |      |      |      |      |      |      |      |

## Sehenswürdigkeiten

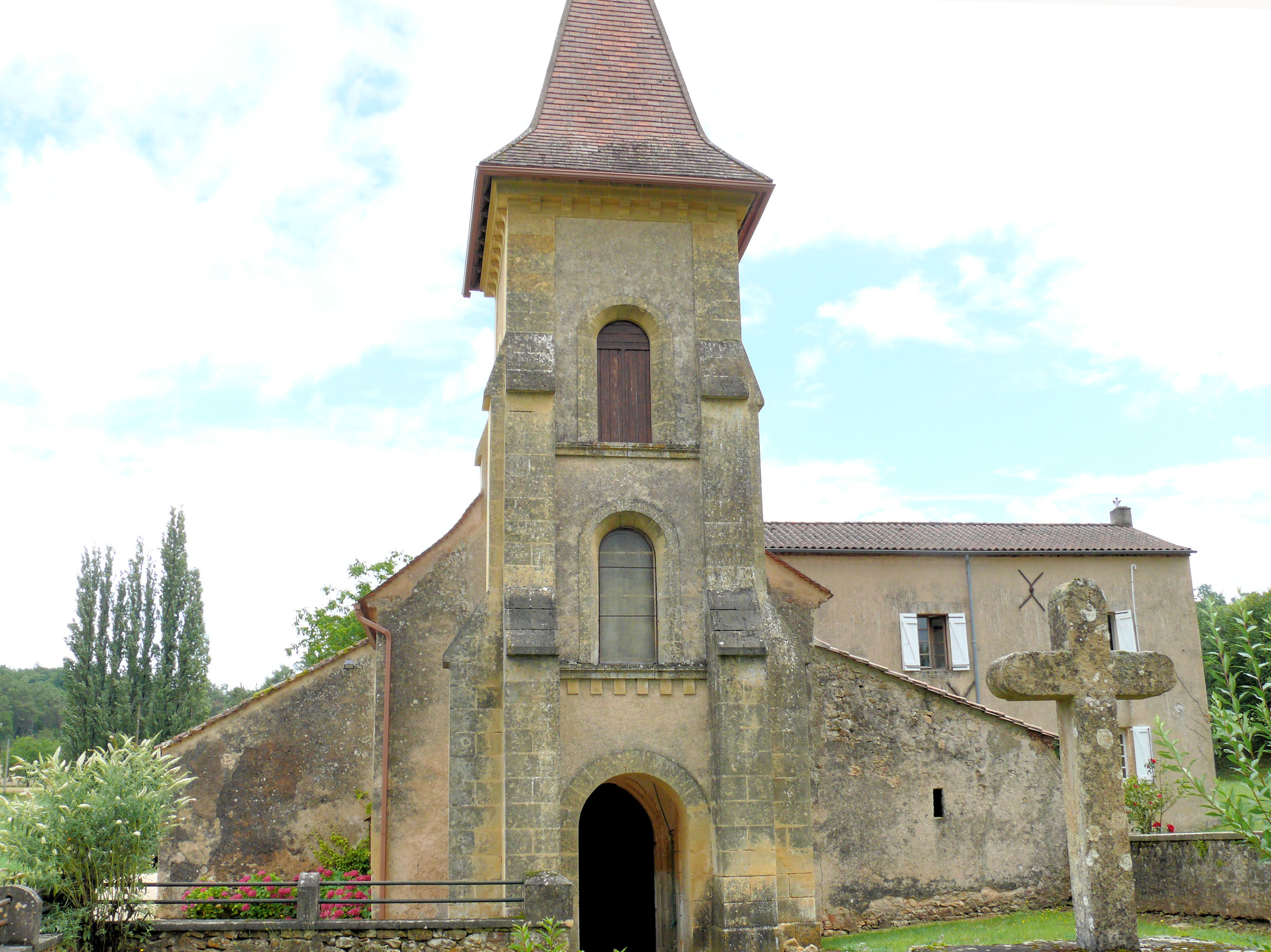
Kirche Saint-Amand

- Kirche Saint-Amand